# Ненаказуемый
«Ненаказуемый» (англ. Ungroundable) — эпизод 1214 (№ 181) сериала «Южный Парк», премьера которого состоялась 19 ноября 2008 года. Эпизод является заключительным в 12-м сезоне сериала.

## Сюжет
Мистер Мэки ведёт в четвёртом классе занятие по компьютерной грамоте, но дети совсем не слушают его и играют в «Call of Duty: World at War». После того, как мистер Мэки уходит по делам, прибегает испуганный Баттерс и говорит, что видел в школе вампира, но Стэн и Кайл, не отрываясь от монитора, объясняют ему, что вампиров не существует. По совету Картмана (чтобы тот отвязался) Баттерс отправляется в спортзал следить за странного вида детьми, которые пьют томатный сок под видом крови и называют себя вампирами. Пытаясь записать разговор «вампиров» на диктофон, Баттерс случайно включает воспроизведение и тем самым выдаёт себя, после чего убегает, защищаясь крестом.
Дома Баттерса наказывает отец за то, что продукты питания не расставлены на полках в алфавитном порядке (поэтому в молоке «случайно» оказалась приправа для гамбургера). Тем временем вампиров находят дети-готы и выясняют, что дети-вампиры носят различные украшения только для того, чтобы выглядеть круче, а в остальном не отличаются от остальных школьников. Готы в ярости, потому что вампиры украли их стиль.
Баттерс, устав от родителей, решает присоединиться к вампирам. Ночью вампиры ведут его в магазин «Hot Topic» и переодевают на свой лад. Выпив томатного сока, Баттерс прибегает домой и пугает родителей своими пластмассовыми клыками. Родители в ужасе хотят наказать его, но Баттерс заявляет им, что он ненаказуем, и уходит спать.
На следующий день директриса Виктория вызывает к себе готов, и отчитывает их за то, что их шалости пугают других детей. Готы пытаются объяснить, что они не имеют ничего общего с вампирами, но директриса не отличает тех от других. К тому же, выясняется, что вампиры берут к себе всё больше и больше школьников. Готам ничего не остаётся, как надеть обычную одежду, но долго они не выдерживают, и снова возвращаются к своему привычному облику.
Ночью Баттерс, на самом деле считая себя вампиром, пробирается в спальную к Картману выпить его крови, но попытка не удаётся. Тем временем готы, наблюдая за распространением моды на вампирство, решают пойти на крайние меры — вывозят за город вожака вампиров и отправляют его в самое убогое и ужасное место на Земле, которым, по их мнению, является Скоттсдейл.
Баттерс, обессилев, решает снова стать человеком. Для этого он находит го́тов и приводит их в «Hot Topic». Готы сжигают магазин, а на следующий день собирают всех школьников и объясняют им разницу между готами и вампирами. Обрадованный Баттерс прибегает домой, и его родители тоже рады — наконец-то сын вновь стал наказуемым.

## Пародии
- В серии пародируется мода на сагу «Сумерки».

## Факты
- В самом начале, в компьютерном классе висит постер, на котором написано: «Scorn online porn» (рус. «Презирайте онлайн-порно»).
- Когда Баттерс вбегает в компьютерный класс, говоря, что видел вампиров, дети играют по сети в Call of Duty: World at War, при этом на мониторе Эрика показана версия игры для xbox 360.
- Одна из девочек-вампиров представляется Бладрейн. Это имя девушки-полувампира — главной героини одноимённой игры.
- Название эпизода основано на игре слов: Ungroundable — «Ненаказуемый» и «Не преданный упокоению в земле», то есть вампир.